# フレールジャック (競走馬)
フレールジャック（仏：Frere Jacques）は、日本の競走馬である。おもな勝ち鞍は2011年のラジオNIKKEI賞。馬名の由来は世界各地で歌われているフランスの民謡「フレール・ジャック」から。日本のみならず、世界中で愛されるようになることを願って。母名より連想。

## 戦績

### 3歳
5月7日京都競馬場の3歳未勝利でデビュー。未出走ながら単勝4.2倍の1番人気だった。レースは上がり3F33秒6の末脚で差しきり優勝した。
2戦目は京都競馬場の500万条件戦に出走。単勝1.5倍の断然1番人気に支持された。レースは前走とは違い、少しかかり気味で2番手につけるが、後続を押し切り優勝。
続いてラジオNIKKEI賞に出走。2番人気だったが最後の直線で鋭い末脚を見せ優勝。デビューから3連勝での重賞初制覇となった。
レース後放牧に出され、神戸新聞杯から菊花賞か天皇賞（秋）を目指すことが陣営から発表された。
秋は神戸新聞杯から始動、後方でじっくり脚を溜め最後の直線で伸びてくるもオルフェーヴルの3着。菊花賞では1周目のスタンド前で掛かり気味に先頭に立つが直線で失速し10着に終わった。鳴尾記念では中団の最内からレースを進めたが直線で伸びを欠き4着に敗れた。

### 4歳
東京新聞杯から始動したが、道中かかってしまい7着に終わった。その後、クラス替えで1600万円下クラスに降級するも、降級初戦となる西宮ステークスを勝ち、再びオープンクラスに復帰したが、続くポートアイランドステークスは13着に、朝日チャレンジカップは8着にそれぞれ終わった。

### 5歳
初戦となるニューイヤーステークスで2着に入り、続く洛陽ステークスとメイステークスは4着に好走した。7月21日の中京記念で左第1指関節脱臼を発症し、予後不良と診断され安楽死の措置がとられた。

## 競走成績
| 年月日     | 競馬場 | 競走名            | 格       | 頭数 | オッズ （人気） | オッズ （人気） | 着順 | 騎手     | 斤量 | 距離（馬場）  | タイム （上り3F） | タイム 差 | 勝ち馬/（2着馬）       |
| ---------- | ------ | ----------------- | -------- | ---- | --------------- | --------------- | ---- | -------- | ---- | ------------- | ----------------- | --------- | ---------------------- |
| 2011.05.07 | 京都   | 3歳未勝利         |          | 18   | 04.2            | （1人）         | 01着 | 福永祐一 | 56   | 芝1800m（良） | 1:46.8 (33.6)     | -0.3      | （ブルースビスティー） |
| 0000.05.22 | 京都   | 3歳500万下        |          | 10   | 01.5            | （1人）         | 01着 | 岩田康誠 | 56   | 芝1800m（不） | 1:48.7 (35.7)     | -0.3      | （ジョウノアラミス）   |
| 0000.07.03 | 中山   | ラジオNIKKEI賞    | GIII     | 13   | 04.6            | （2人）         | 01着 | 福永祐一 | 54   | 芝1800m（良） | 1:46.9 (34.4)     | -0.1      | （マイネルラクリマ）   |
| 0000.09.25 | 阪神   | 神戸新聞杯        | GII      | 12   | 06.4            | （3人）         | 03着 | 福永祐一 | 56   | 芝2400m（良） | 2:29.1 (33.3)     | -0.8      | オルフェーヴル         |
| 0000.10.23 | 京都   | 菊花賞            | GI       | 18   | 17.6            | （5人）         | 10着 | 福永祐一 | 57   | 芝3000m（良） | 3:04.5 (36.4)     | -1.7      | オルフェーヴル         |
| 0000.12.03 | 阪神   | 鳴尾記念          | GIII     | 13   | 04.9            | （2人）         | 04着 | 福永祐一 | 55   | 芝1800m（良） | 1:45.9 (34.0)     | -0.3      | レッドデイヴィス       |
| 2012.02.05 | 東京   | 東京新聞杯        | GIII     | 16   | 05.0            | （2人）         | 07着 | 福永祐一 | 56   | 芝1600m（良） | 1:33.5 (34.1)     | -0.7      | ガルボ                 |
| 0000.09.08 | 阪神   | 西宮S             | 1600万下 | 8    | 01.8            | （1人）         | 01着 | 福永祐一 | 57   | 芝1800m（良） | 1:46.0 (34.0)     | -0.0      | （ランリョウオー）     |
| 0000.10.01 | 阪神   | ポートアイランドS | OP       | 18   | 03.0            | （1人）         | 13着 | 川須栄彦 | 56   | 芝1600m（良） | 1:33.9 (33.9)     | -0.5      | オリービン             |
| 0000.12.08 | 阪神   | 朝日CC            | GIII     | 17   | 05.5            | （3人）         | 08着 | 福永祐一 | 56   | 芝1800m（良） | 1:46.9 (36.2)     | -0.3      | ショウリュウムーン     |
| 2013.01.13 | 中山   | ニューイヤーS     | OP       | 16   | 06.3            | （3人）         | 02着 | F.ベリー | 56   | 芝1600m（良） | 1:33.6 (34.4)     | -0.1      | ミトラ                 |
| 0000.02.17 | 京都   | 洛陽S             | OP       | 16   | 04.5            | （2人）         | 04着 | 三浦皇成 | 56   | 芝1600m（良） | 1:34.7 (34.6)     | -0.4      | サウンドオブハート     |
| 0000.05.18 | 東京   | メイS             | OP       | 18   | 07.4            | （3人）         | 04着 | 三浦皇成 | 56   | 芝1800m（良） | 1:45.7 (34.0)     | -0.5      | タムロスカイ           |
| 0000.07.21 | 中京   | 中京記念          | GIII     | 16   | 09.1            | （4人）         |      | 藤岡康太 | 56   | 芝1600m（良） | 競走中止          |           | フラガラッハ           |

## 血統表
| フレールジャックの血統（サンデーサイレンス系 / Halo3×4=18.75% Northern Dancer5×3=15.63% Almahmoud5×5=6.25） | フレールジャックの血統（サンデーサイレンス系 / Halo3×4=18.75% Northern Dancer5×3=15.63% Almahmoud5×5=6.25） | フレールジャックの血統（サンデーサイレンス系 / Halo3×4=18.75% Northern Dancer5×3=15.63% Almahmoud5×5=6.25） | （血統表の出典）  | （血統表の出典） |
| 父 ディープインパクト 2002 鹿毛 北海道早来町                                                                | 父の父*サンデーサイレンス Sunday Silence 1986 青鹿毛 アメリカ                                               | Halo | Hail to Reason    | Hail to Reason   |
| 父 ディープインパクト 2002 鹿毛 北海道早来町                                                                | 父の父*サンデーサイレンス Sunday Silence 1986 青鹿毛 アメリカ                                               | Halo | Cosmah            |                  |
| 父 ディープインパクト 2002 鹿毛 北海道早来町                                                                | 父の父*サンデーサイレンス Sunday Silence 1986 青鹿毛 アメリカ                                               | Wishing Well                                                                                                | Understanding     | Understanding    |
| 父 ディープインパクト 2002 鹿毛 北海道早来町                                                                | 父の父*サンデーサイレンス Sunday Silence 1986 青鹿毛 アメリカ                                               | Wishing Well                                                                                                | Mountain Flower   |                  |
| 父 ディープインパクト 2002 鹿毛 北海道早来町                                                                | 父の母*ウインドインハーヘア Wind in Her Hair 1991 鹿毛 アイルランド                                         | Alzao | Lyphard           | Lyphard          |
| 父 ディープインパクト 2002 鹿毛 北海道早来町                                                                | 父の母*ウインドインハーヘア Wind in Her Hair 1991 鹿毛 アイルランド                                         | Alzao | Lady Rebecca      |                  |
| 父 ディープインパクト 2002 鹿毛 北海道早来町                                                                | 父の母*ウインドインハーヘア Wind in Her Hair 1991 鹿毛 アイルランド                                         | Burghclere                                                                                                  | Burghclere        | Burghclere       |
| 父 ディープインパクト 2002 鹿毛 北海道早来町                                                                | 父の母*ウインドインハーヘア Wind in Her Hair 1991 鹿毛 アイルランド                                         | Burghclere                                                                                                  | Highclere         |                  |
| 母 * ハルーワソング Halwa Song 1996 栗毛 アメリカ                                                           | 母の父Nureyev 1977 鹿毛 アメリカ                                                                            | Northern Dancer                                                                                             | Nearctic          | Nearctic         |
| 母 * ハルーワソング Halwa Song 1996 栗毛 アメリカ                                                           | 母の父Nureyev 1977 鹿毛 アメリカ                                                                            | Northern Dancer                                                                                             | Natalma           |                  |
| 母 * ハルーワソング Halwa Song 1996 栗毛 アメリカ                                                           | 母の父Nureyev 1977 鹿毛 アメリカ                                                                            | Special | Forli             | Forli            |
| 母 * ハルーワソング Halwa Song 1996 栗毛 アメリカ                                                           | 母の父Nureyev 1977 鹿毛 アメリカ                                                                            | Special | Thong             |                  |
| 母 * ハルーワソング Halwa Song 1996 栗毛 アメリカ                                                           | 母の母Morn of Song 1988 鹿毛 アメリカ                                                                       | Blushing Groom                                                                                              | Red God           | Red God          |
| 母 * ハルーワソング Halwa Song 1996 栗毛 アメリカ                                                           | 母の母Morn of Song 1988 鹿毛 アメリカ                                                                       | Blushing Groom                                                                                              | Runaway Bride     |                  |
| 母 * ハルーワソング Halwa Song 1996 栗毛 アメリカ                                                           | 母の母Morn of Song 1988 鹿毛 アメリカ                                                                       | Glorious Song                                                                                               | Halo              | Halo             |
| 母 * ハルーワソング Halwa Song 1996 栗毛 アメリカ                                                           | 母の母Morn of Song 1988 鹿毛 アメリカ                                                                       | Glorious Song                                                                                               | Ballade F-No.12-c |                  |

- 半姉ハルーワスウィートの仔にヴィルシーナ、シュヴァルグラン、ヴィヴロス。半妹シャンドランジュの仔にセラフィックコール、サンライズアースがいる。
- 全弟に中日新聞杯、新潟記念優勝馬で2014年サマー2000シリーズチャンピオンのマーティンボロがいる。
- 父ディープインパクトにとっては初年度産駒となる。
- 母ハルーワソングの従兄弟にNHKマイルカップ優勝馬ダノンシャンティがいる。
- 3代母グローリアスソングの産駒にはシングスピール、ラーイ、グランドオペラなどがいる。
- 4代母バラードの産駒にはグローリアスソングのほかにデヴィルズバッグやセイントバラードなどがいる。